# Ingeniero Luiggi
Ingeniero Luiggi est une ville d'Argentine, située dans l'extrême nord-est de la province de La Pampa, dans le département de Realicó.

## Toponymie

Trajet de la route nationale 35

Trajet de la route nationale 188

Son nom est celui de l'ingénieur italien Luis Luiggi (1856-1931), qui réalisa la planification et l'exécution de la base navale de Puerto Belgrano.

## Situation
On y accède par les routes nationales RN 35 et RN 188 qui se croisent à Realicó. Elle se trouve à 400 km de Córdoba, 480 de Rosario, 486 de Bahía Blanca, 560 de Buenos Aires et 570 de Mendoza. 

## Population
La localité comptait 4 671 habitants en 2001, ce qui représentait une hausse de 1,74 % par rapport à 1991.

## Fête pampéenne du Cheval (Fiesta Pampeana del Caballo)
A lieu tous les ans au mois de janvier.

## Personnalités liées à la commune
- Delia Parodi: femme politique argentine, première femme élue vice-présidente de la Chambre des députés d'Argentine.